# Championnat d'Albanie de football 2010-2011
Navigation
Saison 2009-10 Saison 2011-12
Le Championnat d'Albanie de football de Kategoria Superiore 2010-2011 est la soixante-dixième édition de ce championnat et la 14e saison sous son nom actuel. 
La saison débute le 21 août 2010 et se termine le 4 mai 2011. Les douze meilleures équipes du pays sont regroupées au sein d'une poule unique où elles s'affrontent trois fois au cours de la saison. À la fin du championnat, les deux derniers du classement sont relégués et remplacés par les quatre meilleurs clubs de Kategoria e parë tandis que les 9e et 10e disputent un barrage de promotion-relégation face aux 5e et 6e de D2, tout ceci afin de permettre le passage du championnat élite de 12 à 14 clubs. 
C'est le KF Skënderbeu Korçë qui remporte la compétition après avoir terminé en tête du classement final, devant le KS Flamurtari Vlorë et le KS Vllaznia Shkodër. C'est le deuxième titre de champion d'Albanie de l'histoire du club.

## Stades et situation géographique
| Équipe             | Ville   | Stade                    | Capacité |
| ------------------ | ------- | ------------------------ | -------- |
| Bylis Ballshi      | Ballshi | Stadiumi Agush Maca      | 6 500    |
| Besa               | Kavajë  | Stadiumi Besa            | 8 000    |
| Dinamo             | Tirana  | Stadiumi Selman Stërmasi | 13 500   |
| Flamurtari         | Vlorë   | Stadiumi Flamurtari      | 9 500    |
| KS Elbasani        | Elbasan | Stade Ruzhdi Bizhuta     | 13 000   |
| Kastrioti          | Krujë   | Stadiumi Kastrioti       | 6 500    |
| KF Laçi            | Laç     | Stadiumi Laçi            | 5 000    |
| KS Shkumbini Peqin | Peqin   | Stadiumi Peqin           | 5 000    |
| Skënderbeu         | Korçë   | Stadiumi Skënderbeu      | 7 000    |
| KS Teuta Durrës    | Durrës  | Stadiumi Niko Dovana     | 13 198   |
| KF Tirana          | Tirana  | Stadiumi Selman Stërmasi | 13 500   |
| Vllaznia           | Shkodër | Stadiumi Loro-Boriçi     | 14 200   |

## Compétition

### Classement
Le classement est établi sur le barème de points classique (victoire à 3 points, match nul à 1, défaite à 0).
Pour départager les égalités, on tient d'abord compte de la différence de buts générale, puis du nombre de buts marqués, puis des confrontations directes et enfin si la qualification ou la relégation est en jeu, les deux équipes jouent une rencontre d'appui sur terrain neutre.
| Rang | Équipe             | Pts | J  | G  | N  | P  | Bp | Bc | Diff |
| ---- | ------------------ | --- | -- | -- | -- | -- | -- | -- | ---- |
| 1    | Skënderbeu Korçë   | 73  | 33 | 23 | 4  | 6  | 52 | 23 | +29  |
| 2    | Flamurtari Vlorë-3 | 66  | 33 | 22 | 3  | 8  | 62 | 27 | +35  |
| 3    | Vllaznia Shkodër   | 59  | 33 | 17 | 8  | 8  | 41 | 27 | +14  |
| 4    | KF Laçi            | 47  | 33 | 14 | 5  | 14 | 44 | 44 | 0    |
| 5    | KF TiranaC         | 44  | 33 | 11 | 11 | 11 | 42 | 31 | +11  |
| 6    | Bylis BallshiP     | 43  | 33 | 13 | 4  | 16 | 44 | 48 | -4   |
| 7    | Teuta Durrës       | 42  | 33 | 11 | 9  | 13 | 38 | 40 | -2   |
| 8    | Kastrioti Krujë    | 42  | 33 | 11 | 9  | 13 | 40 | 47 | -7   |
| 9    | Shkumbini Peqin    | 42  | 33 | 12 | 6  | 15 | 43 | 54 | -11  |
| 10   | Dinamo TiranaT     | 39  | 33 | 10 | 9  | 14 | 46 | 50 | -4   |
| 11   | Besa Kavajë        | 39  | 33 | 10 | 9  | 14 | 35 | 47 | -12  |
| 12   | KS ElbasaniP-3     | 12  | 33 | 4  | 3  | 26 | 30 | 79 | -49  |

| Légende : Qualifications et relégations | Légende : Qualifications et relégations                                                 |
| --------------------------------------- | --------------------------------------------------------------------------------------- |
|                                         | Ligue des champions 2011-2012 (2e Tour de qualification des champions)                  |
|                                         | Ligue Europa 2011-2012 (2e Tour de qualification)                                       |
|                                         | Ligue Europa 2011-2012 (1er Tour de qualification)                                      |
|                                         | Qualification pour les barrages de relégation en Kategoria e parë                       |
|                                         | Relégation en Kategoria e parë                                                          |
|                                         | T: Tenant du titre 2009-2010 P: Promu en 2009-2010 C: Vainqueur de la Kupa e Shqipërisë |

- Déduction de 3 pts pour le Flamurtari Vlorë pour avoir quitté le terrain en cours de match.
- Déduction de 3 pts pour le KS Elbasani en raison de salaires impayés à leur ancien joueur Darko Perić.

### Matchs

#### Première phase
| Résultats (▼dom., ►ext.)                                   | BES | BYL | DIN | ELB | FLA | KAS | LAÇ | SHK | SKË  | TEU | TIR | VLL |
| Besa Kavajë                                                |     | 2-1 | 1-1 | 2-0 | 0-0 | 0-0 | 1-2 | 2-1 | 0-22 | 0-0 | 2-1 | 0-1 |
| Bylis Ballshi                                              | 3-1 |     | 3-1 | 1-2 | 1-0 | 1-0 | 1-2 | 3-2 | 1-1  | 3-0 | 1-1 | 0-0 |
| Dinamo Tirana                                              | 2-1 | 2-1 |     | 2-1 | 0-1 | 0-0 | 3-3 | 1-0 | 1-3  | 1-2 | 1-2 | 0-0 |
| KS Elbasani                                                | 1-1 | 3-2 | 1-3 |     | 1-2 | 1-1 | 2-3 | 1-2 | 1-0  | 2-0 | 1-1 | 0-4 |
| Flamurtari Vlorë                                           | 1-0 | 1-0 | 3-1 | 4-0 |     | 3-0 | 1-0 | 4-2 | 4-0  | 1-0 | 2-1 | 2-0 |
| Kastrioti Krujë                                            | 2-1 | 2-1 | 1-2 | 3-1 | 1-2 |     | 3-1 | 2-0 | 0-0  | 3-1 | 0-0 | 0-0 |
| KF Laçi                                                    | 1-0 | 3-1 | 0-0 | 1-0 | 0-1 | 2-0 |     | 2-0 | 0-1  | 1-0 | 1-1 | 0-1 |
| Shkumbini Peqin                                            | 2-2 | 4-2 | 1-0 | 3-2 | 3-1 | 2-2 | 2-1 |     | 3-1  | 1-1 | 1-3 | 1-0 |
| Skënderbeu Korçë                                           | 4-0 | 2-0 | 3-2 | 1-0 | 1-0 | 5-1 | 2-1 | 1-0 |      | 2-0 | 2-1 | 2-0 |
| Teuta Durrës                                               | 1-2 | 6-0 | 1-2 | 2-1 | 2-1 | 1-1 | 0-0 | 1-0 | 2-0  |     | 0-0 | 0-3 |
| KF Tirana                                                  | 0-0 | 2-1 | 1-1 | 3-1 | 2-1 | 4-0 | 2-0 | 0-0 | 0-0  | 2-0 |     | 0-2 |
| Vllaznia Shkodër                                           | 2-1 | 3-2 | 0-4 | 3-0 | 1-3 | 1-0 | 2-1 | 0-0 | 2-1  | 0-0 | 0-0 |     |
| - Victoire à domicile - Match nul - Victoire à l'extérieur |     |     |     |     |     |     |     |     |      |     |     |     |

#### Deuxième phase
Les matchs de la deuxième phase sont programmés en fonction du classement à l'issue des matchs de la première phase. Les numéros étant les places des équipes à la fin de la première phase. Voici l'ordre des matchs :
```
23
e
 j    
24
e
 j    
25
e
 j    
26
e
 j    
27
e
 j    
28
e
 j
 1 – 13     12 – 1     1 – 11     9 – 1      1 – 8      7 – 1
 2 – 12     11 – 2     2 – 9      8 – 2      2 – 7      6 – 2
 3 – 11      9 – 3     3 – 8      7 – 3      3 – 6      5 – 3
 4 – 9       8 – 4     4 – 7      6 – 4      4 – 5      4 – 13
 5 – 8       7 – 5     5 – 6      5 – 13    12 – 9      8 – 12
 6 – 7       6 – 13   13 – 12    11 – 12    13 – 11     9 – 11

29
e
 j    
30
e
 j    
31
e
 j    
32
e
 j    
33
e
 j 
 1 – 6       5 – 1     1 – 4      3 – 1      1 – 2
 2 – 5       4 – 2     2 – 3      2 – 13    12 – 3
 3 – 4       3 – 13   12 – 5      4 – 12    11 – 4
12 – 7       6 – 12   11 – 6      5 – 11     9 – 5
11 – 8       7 – 11    9 – 7      6 – 9      8 – 6
13 – 9       8 – 9    13 – 8      7 – 8     13 – 7
```

| Résultats (▼dom., ►ext.)                                   | BES | BYL | DIN | ELB | FLA | KAS | LAÇ | SHK | SKË | TEU | TIR | VLL |
| Besa Kavajë                                                |     | 2-1 | 1-0 |     |     | 3-2 |     |     | 0-0 |     | 3-2 |     |
| Bylis Ballshi                                              |     |     |     |     | 1-0 |     | 1-0 | 2-0 |     | 1-0 |     | 2-0 |
| Dinamo Tirana                                              |     | 1-1 |     | 3-1 |     |     |     | 4-1 | 2-3 | 0-0 | 0-0 |     |
| KS Elbasani                                                | 0-1 | 0-2 |     |     |     | 1-2 |     | 1-2 |     | 2-4 |     |     |
| Flamurtari Vlorë                                           | 3-0 |     | 6-2 | 8-0 |     | 1-0 |     |     | 1-0 |     | 2-1 |     |
| Kastrioti Krujë                                            |     | 2-1 | 4-3 |     |     |     |     |     | 0-2 | 3-1 | 2-0 |     |
| KF Laçi                                                    | 3-2 |     | 1-0 | 3-1 | 1-1 | 3-1 |     |     |     |     |     | 1-3 |
| Shkumbini Peqin                                            | 2-2 |     |     |     | 2-1 | 2-1 | 2-5 |     |     |     |     | 1-0 |
| Skënderbeu Korçë                                           |     | 3-1 |     | 1-0 |     |     | 2-0 | 2-0 |     | 1-0 |     | 3-0 |
| Teuta Durrës                                               | 4-2 |     |     |     | 1-1 |     | 3-2 | 3-1 |     |     |     | 0-0 |
| KF Tirana                                                  |     | 0-2 |     | 6-1 |     |     | 4-0 | 1-0 | 0-1 | 1-2 |     |     |
| Vllaznia Shkodër                                           | 2-0 |     | 3-1 | 3-1 | 3-0 | 1-1 |     |     |     |     |     |     |
| - Victoire à domicile - Match nul - Victoire à l'extérieur |     |     |     |     |     |     |     |     |     |     |     |     |

#### Barrages de promotion-relégation
Du fait de l'extension du championnat de 12 à 14 clubs, les barrages de promotion-relégation opposent les 9e et 10e de première division aux 5e et 6e de D2.
| Équipe 1              | Résultat   | Équipe 2                    |
| --------------------- | ---------- | --------------------------- |
| Shkumbini Peqin       | 1 - 0 a.p. | (D2) KF Adriatiku Mamurrasi |
| Besëlidhja Lezhë (D2) | 1 - 4      | Dinamo Tirana               |

- Les quatre formations restent dans leurs championnats respectifs

## Bilan de la saison
| Championnat d'Albanie de football 2010-2011 |                                |
| Champion                                    | KF Skënderbeu Korçë (2e titre) |
| Coupes et trophées                          |                                |
| Vainqueur de la Coupe d'Albanie 2010-2011   | KF Tirana                      |
| Qualifications continentales                |                                |
| Ligue des champions 2011-2012               | KF Skënderbeu Korçë            |
| Ligue Europa 2011-2012                      | KF Tirana                      |
| Ligue Europa 2011-2012                      | KS Flamurtari Vlorë            |
| Ligue Europa 2011-2012                      | KS Vllaznia Shkodër            |
| Promotions et relégations                   |                                |
| Promus en Kategoria Superiore               | KS Pogradeci                   |
| Promus en Kategoria Superiore               | KS Tomori Berat                |
| Promus en Kategoria Superiore               | KS Kamza                       |
| Promus en Kategoria Superiore               | Apolonia Fier                  |
| Relégués en Kategoria e parë                | Besa Kavajë                    |
| Relégués en Kategoria e parë                | KS Elbasani                    |